# Drosanthemum floribundum
Drosanthemum floribundum é uma espécie de planta com flor pertencente à família Aizoaceae. 
A autoridade científica da espécie é (Haw.) Schwantes, tendo sido publicada em Zeitschrift für Sukkulentenkunde. Berlin 3: 29. 1927.

## Portugal
Trata-se de uma espécie presente no território português, nomeadamente em Portugal Continental, no Arquipélago dos Açores e no Arquipélago da Madeira.
Em termos de naturalidade é introduzida nas três regiões atrás referidas.

## Protecção
Não se encontra protegida por legislação portuguesa ou da Comunidade Europeia.